# 62071 Фоґтлі
62071 Фоґтлі (62071 Voegtli) — астероїд головного поясу, відкритий 8 вересня 2000 року.
Тіссеранів параметр щодо Юпітера — 3,380.